# Шмидт-Хансен, Бент
Бент Шмидт-Хансен (дат. Bent Schmidt Hansen; 27 ноября 1946, Хорсенс — 1 июля 2013) — датский футболист, игравший на позиции крайнего нападающего.

## Биография

### Клубная карьера
В возрасте 17 лет присоединился к клубу «Хорсенс», в котором постепенно стал основным игроком. В 1966 году в составе команды добился выхода в Элитный дивизион, в котором в следующем сезоне «Хорсенс» занял 3-е место.
В том же году Шмидт-Хансен был продан в ПСВ, в котором отыграл восемь сезонов. В составе «красно-белых» он добился главных успехов в карьере, выиграв Кубок Нидерландов в 1974 году после победы над клубом «НАК Бреда» со счётом 6:0. В следующем сезоне в составе ПСВ он завоевал чемпионский титул, но при этом пропустил большую часть сезона после восстановления из-за операции. Всего в Эредивизи Шмидт-Хансен сыграл 212 матчей и забил 52 гола.
По окончании сезона вернулся в «Хорсенс», в котором отыграл два с половиной сезона и в октябре 1978 года завершил карьеру в возрасте 31 года. Всего за два периода в составе «Хорсенс» Шмидт-Хансен сыграл 140 матчей и забил 23 гола.

### Карьера в сборной
За сборную Дании дебютировал 3 июля 1966 года в товарищеском матче со сборную Англии; матч закончился победой чемпионов мира со счётом 2:0. Всего за сборную Дании сыграл 8 матчей, в которых не отметился забитыми мячами.

### Смерть
Скончался 1 июля 2013 года в Хорсенсе в возрасте 66 лет после непродолжительной болезни.

## Достижения
ПСВ
- Чемпион Нидерландов (1): 1974/75
- Обладатель Кубка Нидерландов (1): 1973/74